# クラフトの四因子論
クラフトの四因子論とは、解離性同一性障害のメカニズムとして1984年にリチャード・クラフト (Kluft,R.) がまとめたものである。「多重人格障害の治療」（解離性同一性障害と名称が変更されたのはその10年後である）という論文の中の「A Four-Factor Theory of Etiology」という表である。1980年代の代表的な理解として現在でもよく引用されるが、主に第一因子と第二因子が注目されていた。

## 第一因子
解離能力・催眠感受性
いわば「資質」である。内容は 1.外傷性解離、 2.自己催眠性要素、の2つであるが、3点目に、「この因子を欠く場合、詐病や非解離性の病態を示唆される」とあり、非常に重視される。

## 第二因子
子どもの自我の適応能力を上回るような生活史上の外傷体験
第二因子が解離を生み出す「要因」である。通常この第二因子の「要因」としてイメージされるのは「a.性的虐待、b.身体的虐待」であるが、「c.心理的虐待、d.家族の要因」なども同じ「通常報告される外傷」に含まれている。
更に「通常報告されるもの（虐待やいじめ ）以外の、最初の分裂に関わる特定トリガー」として「a.重要な他者の死や喪失、b.愛する人とは関係の無い他人の死に遭遇、c.自己の生存や一貫性に対する重大な威迫（「持続する強烈な痛み」その他 ）」などとあり、児童虐待だけでなく、死別、家族内葛藤、身体病なども重大な外傷体験としてとりあげられている。

## 第三因子
解離性防衛の形態を決定し、病態を形成するような影響力と素因
第三因子は二次的な雑多な問題をまとめており、それを更に3つに分類している。
そのひとつは「第一因子と第二因子に挙げた生得的メカニズム」に関わる問題。もうひとつは「第一因子と第二因子に挙げた解離の力動を促進する生得的能力」である。その中には「イマジナリーフレンド」や「発達論的要素」も含まれる。
第三因子の3つめは「外的影響力」であり、「子供時代」と「現在」に分かれる。「子供時代」には「役割行動の奨励」「矛盾する親の欲求や強制力のシステム」「多すぎる養育者」が挙げられ、これらは先の「発達論的要素」にも関係する。
そして「DID患者への同一化」がある。「現在」については「メディアと印刷物」「（治療者の）面接技法の誤り」なども含まれている。「面接技法の誤り」はコリン・ロス(Ross,C.A.)の言う「医原性経路」にも関わる。一方「メディアと印刷物」「DID患者への同一化」については、DIDの診断が急増した1980年代の状況を現している。『イブの3つの顔』は映画化されてアカデミー賞までとる大ヒットであり、『シビル』もベストセラーとなりテレビ映画化された。そして1980年の『ミシェルは覚えている』という本に始まる悪魔的儀式虐待の「生存者」物語である。

## 第四因子
重要な他者が、刺激からの保護と立ち直り体験を与え損ねたこと（例えば「慰め」の不足）
クラフト (Kluft,R.) の四因子論は「資質」と「要因」、つまり被暗示性とか空想力という下地と、解離の引き金になる外傷体験に重点がおかれているが、その一方で「保護」、つまり悲しい気持ち苦しい気持ちを解ってもらえる人がいればこの障害にはならないということである。
ジェフリー・スミスの言うようにそれが無くて出口無しになってしまうときにこの障害が起こる。

## 評価
第一因子の「資質」については、普通の人間や外傷被害者一般でも、被催眠性尺度と解離性尺度の間の統計的関係は薄いことが判ってきている。
この四因子論の10数年後のパトナム (Putnam,F.W.) の研究では、外傷例の中には被催眠性尺度と解離性尺度がともに高い一群があったが少数派であるという。
その少数派は、近親姦の開始時期が早く、また加害者の数が格段に多かったという。
更にそのパトナム (Putnam,F.W.) は、ここで二次的な雑多な問題（第三因子）のひとつに取り上げられたに過ぎない「発達論的要素」を重視し、離散的行動状態モデルに大きく舵を切り直している。
また2003年にはライオンズ-ルース (Lyons-Ruth.K.) が、明確な心的外傷 (trauma) が無くとも、愛着理論でいうDアタッチメント・タイプにあった子供は解離性障害になる可能性が高いと指摘しており、クラフト (Kluft,R.) の四因子論はあくまで発展途上の歴史の1ページと理解しておく必要がある。

## 注記
1. ↑  Kluft,R. P.:Treatment of multiple personality disorder. A study of 33 cases. Psychiatric Clinics of North America, 7: 9-26
2. ↑  
田中 究　「解離をめぐって考えていること」 こころの科学2007 p.104
3. ↑  安克昌 (1997) 「解離性同一性障害の成因」『精神科治療学論文集』 1998 p.83）
4. ↑  「解離性同一性障害／多重人格概念の復活」参照
5. ↑  「解離性同一性障害／娘達の回復された記憶」参照
6. ↑  ジェフリー・スミス2005 pp.310-311
7. ↑  パトナム1997 pp.184-185
8. ↑  パトナム1997 pp.194-230
9. ↑  「解離性障害／愛着 (attachment) との関係」参照